# Elecciones federales de México de 2009 en Campeche
Las elecciones federales de México de 2009 en Campeche se llevaron a cabo el domingo 5 de julio de 2009, y en ellas se renovaron los siguientes cargos de elección popular:
- 2 diputados federales. Miembros de la cámara baja del Congreso de la Unión. Dos elegidos por mayoría simple. Todos ellos electos para un periodo de tres años a partir del 1 de septiembre de 2009

## Resultados electorales

### Diputados Federales por Campeche

#### Diputados Electos
| Candidato                     | Partido | Distrito   | Tipo de elección |
| ----------------------------- | ------- | ---------- | ---------------- |
| Carlos Oznerol Pacheco Castro |         | Distrito 1 | Mayoría relativa |
| Óscar Román Rosas González    |         | Distrito 2 | Mayoría relativa |

## Elecciones

### Cámara de Diputados

#### Distrito federal 1 (Campeche)
|  | 40.70 % |

|  | 40.17 % |

|  | 5.36 % |

|  | 4.95 % |

|  | 2.60 % |

|  | 1.64 % |

|  | 0.31 % |

|  | 4.20 % |

|  | 68.18 % |

#### Distrito federal 2 (Ciudad del Carmen)
|  | 46.12 % |

|  | 41.29 % |

|  | 3.01 % |

|  | 2.35 % |

|  | 1.88 % |

|  | 1.48 % |

|  | 0.21 % |

|  | 3.61 % |

|  | 56.72 % |